# NGC 5819
NGC 5819 este o galaxie spirală situată în constelația Ursa Mică. A fost descoperită în 16 martie 1785 de către William Herschel.